# Laholms RF
Laholms ryttarförening (Laholms RF) är en ideell förening i Laholm, Hallands län, inom hästsport. Klubben grundades 1952 och bedriver tävlingsverksamhet inom hoppning, dressyr, körning och voltige på flera nivåer på sin anläggning Ekbanksgården, Ahla Nedre.

## Historik
Laholms RF grundades 1952 på initiativ av Lena Kullabo och Margareta Sturesson, som i yrket som hästseminörer upplevt att det fanns många hästar och ryttare i södra Halland. Den 14 juli 1952 beviljades Laholmsortens Lantliga Ryttarförening inträde i Sveriges Lantliga Ryttarföreningars Centralförbund (SLRC) (numera Svenska Ridsportförbundet). När de Olympiska sommarspelen 1956 anordnades fick klubben i uppdrag att föra den olympiska facklan från Hallandsåsen till Trönninge. 2017 byttes namnet Laholmsortens Lantliga Ryttarförening ut till Laholms ryttarförening.

### Anläggningshistorik
1969 fick klubben sin första fasta anläggning, en ridbana på mark man arrenderade av en bonde, där klubben höll till fram till 1980. 1978 togs det första spadtaget till ridhuset på den nya anläggningen på Mellanbacken, Ahla. I december 1979 kunde ridhuset invigas och året efter startades en ridskola med nio inlånade ponnyer och åtta hästar. 1997 bestämde Laholms kommun att inte förlänga arrendet där Mellanbacken låg för att ge plats till att utvidga återvinningscentralen. 1998 förvärvades Lejeby 13:2, Ekbanksgården, i Ahla och 2001 beslutades det att Laholms kommun skulle stå som ägare av anläggningen och ridklubben skulle hyra in sig där. I mars 2002 påbörjades bygget av ridhuset på Lejeby 13:2 som skulle komma att bli ett av de största ridhusen i Sverige med sina 44x70 meter och i oktober samma år hölls första tävlingen. Vid invigningen den 14 december 2002 var ridhuset Sveriges näst största ridhus. 2007 renoverades stora delar av klubbstugan efter inbrottsförsök som hade lett till stor skadegörelse och man passade då på att göra om två mindre rum till en större samlingslokal där man senare kunde hålla årsmötet 2008. Året efter, 2009, bestämde man sig för att förbättra ridmiljön utomhus och byggde då två stycken 20x60 meters fiberbanor. Laholms kommun började 2012 ifrågasätta ryttarföreningen för efterföljandet av hyresavtalet som upprättades 2001. Efter diskussioner angående kommunens ägande av anläggningen beslutades det i mars 2015 att kommunen skulle sälja anläggningen till högstbjudande, utan förtur för Laholms RF som stått för driften. I september 2015 skrev Laholms RF under köpeavtalet och blev då enda ägare av anläggningen.  I december 2016 byttes underlaget i manegen ut från sand/spån till fibersand. 2019 flyttade även ett sadelmakeri in på anläggningen i ett av de tidigare stallen.

### Ridande Lucia
År 1962 när klubben fyllde 10 år beslutades det att Laholms RF tillsammans med Hallandsposten skulle börja anordna ridande luciatåg, eftersom Laholm inte hade någon officiell Lucia. Första året deltog 13 hästar och 2000 personer kom till stortorget för att fira. 25 år senare, år 1986, var 58 hästar med i tåget för att fira jubileet. Luciafirandet har behövt ställas in en gång, 1998, på grund av väderförhållande, detta gjorde att det 1999 hölls två lucior.

## Tävlingsverksamhet
Laholms RF anordnar tävlingar inom grenarna hoppning, dressyr, körning och voltige. Anläggningen hyrs även ut till föreningar som anordnar utställningar av specifika ponnyraser eller hundutställningar. Ryttarföreningen har blivit känd för sin Sommardressyr som är en dressyrtävling över 5 dagar med klasser i alla nivåer, från unghästklass till Grand Prix . 2008 fick klubben ta emot Dressyrringens pris för bästa tävling för sin Sommardressyr . I samband med tävlingarna 2019 anordnades även lag-SM och 2020 anordnades SM för U25 och Children.
Vid tävlingar kan ridhuset delas in i två halvor om vädret inte tillåter att hästarna värmer upp utomhus. Vid dressyrtävlingar brukar ridhuset vara delat, och vid hopptävlingar används båda varianterna.
2018 inleddes arbetet med att arrangera Öppen bana, ett koncept där man bygger upp en tävlingsbana mitt i veckan och tillåter ryttare att komma och träna på tävlingsliknande banor. Detta koncept blev snabbt populärt och ett återkommande evenemang varje ojämn vecka under vår- och höstsäsong.